# Rezzoaglio
Rezzoaglio (ligur nyelven Rosagni) település Olaszországban, Liguria régióban, Genova megyében. Lakosainak száma 862 fő (2023. január 1.). Rezzoaglio Borzonasca, Favale di Malvaro, Ferriere, Fontanigorda, Lorsica, Montebruno, Orero, San Colombano Certénoli, Santo Stefano d'Aveto, Ottone és Rovegno községekkel határos.

## Népesség
A település lakossága az elmúlt években az alábbi módon változott:
| Lakosok száma | 982  | 964  | 862  |
|               | 2017 | 2018 | 2023 |